# Guwahati
Guwahati är den största staden i den indiska delstaten Assam, och är centralort i distriktet Kamrup Metropolitan. Folkmängden beräknades till cirka 1,1 miljoner invånare 2018. Dispur, som räknas som Assams huvudstad, är idag ett distrikt inom Guwahatis stadsgräns och därför brukar ibland staden nämnas som huvudstad för delstaten.
Staden ligger vid floden Brahmaputra och är centrum för handel, industri och utbildning i regionen. Här finns ett campus av Indiens teknologiska institut. Centrum ligger på flodens södra bank, medan den norra banken så gott som helt består av bostadsområden. Liksom på många andra ställen i nordöstra Indien, som ligger i "monsunbältet", är nederbördsmängderna stora, särskilt från juni till september.
Världens största partihandelsauktioner av te äger rum i Guwahati.